# Lijst van rijksmonumenten in Norg
De plaats Norg telt 27 inschrijvingen in het rijksmonumentenregister. Hieronder een overzicht. 
| Object                                                                                                  | Oorspronkelijke functie?  | Bouwjaar                                                               | Architect                 | Locatie              | Coördinaten?                 | Nr.?   | Afbeelding        |
| --- | ------------------------- | ---------------------------------------------------------------------- | ------------------------- | -------------------- | ---------------------------- | ------ | ----------------- |
| De Hoop                                                                                                 | Industrie- en poldermolen | 1857 1943 (herst.) 1961-'62 (rest.) 1981-'82 (rest.) 1999-2000 (rest.) |                           | Asserstraat 36       | 53° 3' 45" NB, 6° 27' 33" OL | 30781  | Meer afbeeldingen |
| Hervormde kerk, toren (Sint-Margaretakerk)                                                              | Kerk en kerkonderdeel     | midden 13e eeuw 1655 (klok)                                            | W.J. de Vrij (klok)       | Brink 2              | 53° 3' 59" NB, 6° 27' 41" OL | 30782  | Meer afbeeldingen |
| Hervormde kerk (Sint-Margaretakerk)                                                                     | Kerk en kerkonderdeel     | midden 13e eeuw 1778 (portaal) 1837 (verb.) 1969-'71 (rest.)           | P.L. de Vrieze (1969-'71) | Brink 2              | 53° 3' 59" NB, 6° 27' 40" OL | 30783  | Meer afbeeldingen |
| Boerderij op L-vormige plattegrond met woondeel onder zadeldak en stal onder wolfsdak                   | Boerderij                 | 1779                                                                   |                           | Brink 11-13          | 53° 3' 57" NB, 6° 27' 34" OL | 30784  | Meer afbeeldingen |
| Noordenveld                                                                                             | Industrie- en poldermolen | 1878 1990-'91 (rest.)                                                  |                           | Westeind 16          | 53° 4' 4" NB, 6° 27' 28" OL  | 30785  | Meer afbeeldingen |
| Boerderij met zijbaander                                                                                | Boerderij                 | 1717 1816 (uitbr.)                                                     |                           | Brink 21-22          | 53° 3' 58" NB, 6° 27' 56" OL | 30786  | Meer afbeeldingen |
| Keuterij met woonhuis met rechte eindgevel                                                              | Boerderij                 | 1800-1850                                                              |                           | Esweg 10             | 53° 3' 52" NB, 6° 27' 53" OL | 30787  | Meer afbeeldingen |
| Boerderij met woonhuis met rechte eindgevel en bedrijfsdeel haaks daarop                                | Boerderij                 | 1835                                                                   |                           | Esweg 12             | 53° 3' 52" NB, 6° 27' 55" OL | 30788  | Meer afbeeldingen |
| Boerderij met zijbaander en woongedeelte met rechte eindgevel                                           | Boerderij                 | 1765                                                                   |                           | Esweg 18             | 53° 3' 57" NB, 6° 27' 54" OL | 30789  | Meer afbeeldingen |
| De Eshof                                                                                                | Boerderij                 | 1762                                                                   |                           | Esweg 25             | 53° 3' 55" NB, 6° 27' 53" OL | 30790  | Meer afbeeldingen |
| Keuterij met zijbaander en woongedeelte met rechte eindgevel                                            | Boerderij                 | 1717                                                                   |                           | Esweg 29             | 53° 3' 56" NB, 6° 27' 54" OL | 30792  | Meer afbeeldingen |
| Boerderij met zijbaander en woongedeelte met rechte eindgevel                                           | Boerderij                 | 1823                                                                   |                           | Esweg 33             | 53° 3' 58" NB, 6° 27' 53" OL | 30793  | Meer afbeeldingen |
| Boerderij met zijbaander en woondeel aangebouwd aan nr. 3                                               | Boerderij                 | 1800-1850                                                              |                           | Steeg 1              | 53° 3' 55" NB, 6° 27' 49" OL | 30794  | Meer afbeeldingen |
| Boerderij met woondeel aangebouwd aan nr. 1                                                             | Boerderij                 | 1800-1850                                                              |                           | Steeg 3              | 53° 3' 55" NB, 6° 27' 49" OL | 30795  | Meer afbeeldingen |
| Kleine boerderij met woondeel met topgevel met vlechtingen en hoekschoorstenen                          | Boerderij                 | 1800-1850                                                              |                           | Steeg 4              | 53° 3' 54" NB, 6° 27' 50" OL | 30796  | Meer afbeeldingen |
| Kleine boerderij met woondeel met topgevel met topschoorsteen                                           | Boerderij                 | 1800-1850                                                              |                           | Steeg 6              | 53° 3' 54" NB, 6° 27' 51" OL | 30797  | Meer afbeeldingen |
| Kleine boerderij met woondeel tegen afgeknotte topgevel onder wolfsdak en met schuurdeel met zijbaander | Boerderij                 | 19e eeuw                                                               |                           | Steeg 8              | 53° 3' 54" NB, 6° 27' 52" OL | 30798  | Meer afbeeldingen |
| Keuterij met rechte eindgevel                                                                           | Boerderij                 | 1800-1850                                                              |                           | Steeg 10             | 53° 3' 53" NB, 6° 27' 53" OL | 30799  | Meer afbeeldingen |
| Boerderij met zijbaander en dwars geplaatst woondeel                                                    | Boerderij                 | 19e eeuw (oorspr. ouder)                                               |                           | Brinkstraat 1        | 53° 3' 55" NB, 6° 27' 28" OL | 46800  | Meer afbeeldingen |
| Boerderij met zijbaander onder rieten wolfsdak                                                          | Boerderij                 | 1801                                                                   |                           | Eerste Laan 1        | 53° 4' 0" NB, 6° 28' 0" OL   | 46801  | Meer afbeeldingen |
| Boerderij met zijbaander onder rieten schilddak                                                         | Boerderij                 | 1842                                                                   |                           | Esweg 14             | 53° 3' 53" NB, 6° 27' 55" OL | 46802  | Meer afbeeldingen |
| Woonhuis van voorm. boerderij met neoclassicistische kenmerken                                          | Woonhuis                  | 1938                                                                   | J. Kuiler en L. Drewes    | Brink 14             | 53° 3' 55" NB, 6° 27' 33" OL | 469384 | Meer afbeeldingen |
| Boerderij in ambachtelijk-traditionele stijl                                                            | Boerderij                 | 1820 ca. 1910 (uitbr.)                                                 |                           | Peesterstraat 8a     | 53° 3' 59" NB, 6° 27' 56" OL | 469386 | Meer afbeeldingen |
| Boerderij in ambachtelijk-traditionele stijl, bijschuur                                                 | Boerderij                 | 1890                                                                   |                           | bij Peesterstraat 8a | 53° 3' 59" NB, 6° 27' 56" OL | 469387 | Meer afbeeldingen |
| Boerderij in ambachtelijk-traditionele stijl, stookhut                                                  | Boerderij                 | 1910                                                                   |                           | bij Peesterstraat 8a | 53° 3' 59" NB, 6° 27' 56" OL | 469388 | Meer afbeeldingen |
| Nijenhof                                                                                                | Woonhuis                  | 1936                                                                   | J. Krook                  | Langeloërweg 44      | 53° 4' 30" NB, 6° 27' 7" OL  | 469389 | Upload foto       |
| De Instuif                                                                                              | Sport en recreatie        | 1933                                                                   | E. Rozema                 | Langeloërweg 17      | 53° 4' 47" NB, 6° 26' 54" OL | 469396 | Upload foto       |